# Bedřich Hrozný
Bedřich Hrozný (6. května 1879 Lysá nad Labem – 12. prosince 1952 Praha) byl český klínopisec a orientalista, který rozluštil jazyk starověkých Chetitů (1917) a položil tak základy oboru chetitologie. Na Filozofické fakultě UK v Praze založil a řídil Seminář pro klínopisné badání a dějiny starého Orientu. Působil jako vysokoškolský pedagog, historik a archeolog. V letech 1926–1927 byl děkanem Filozofické fakulty UK a v letech 1939–1940 rektorem UK.

## Život

### Mládí a studium

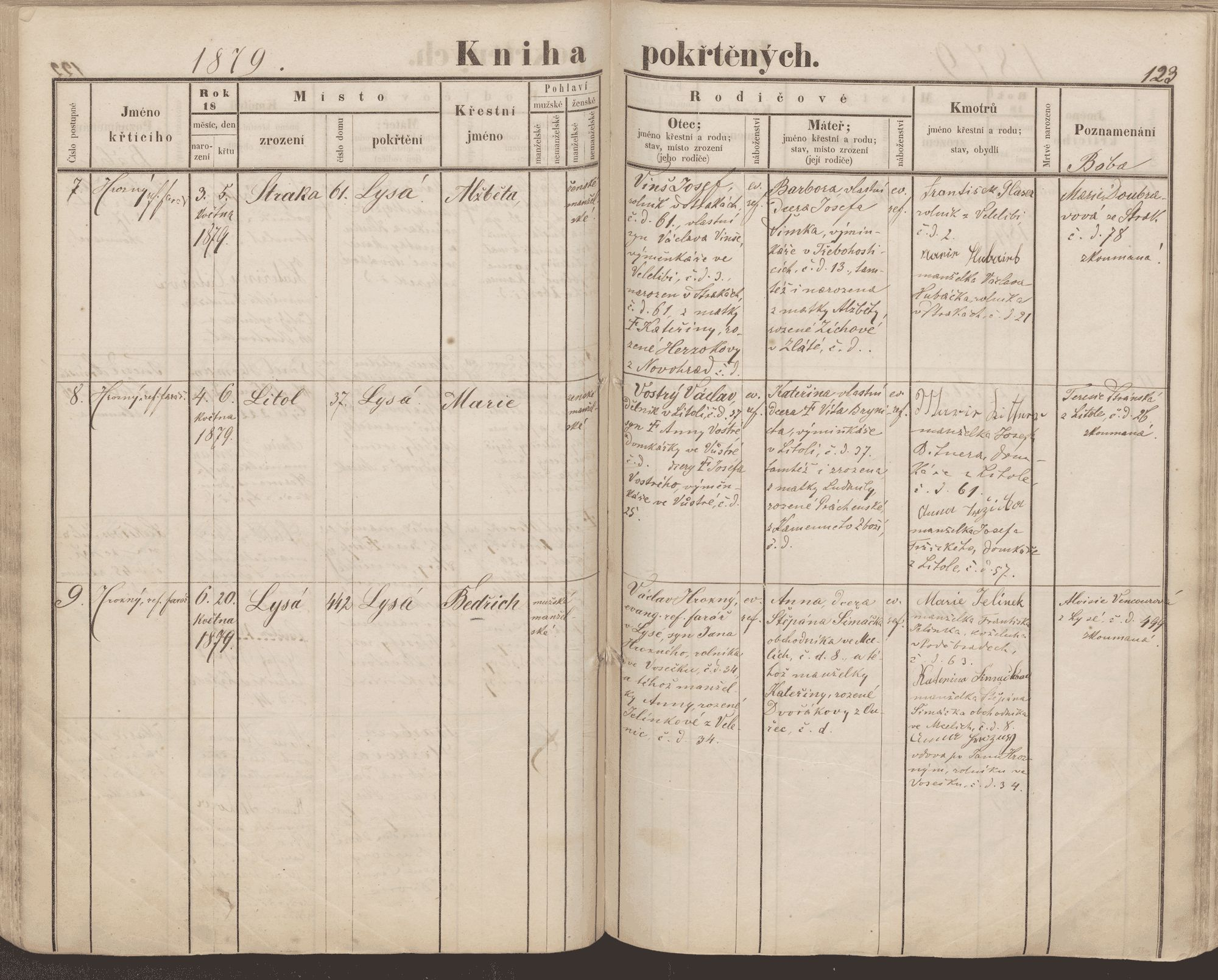
Matriční záznam o narození Bedřicha Hrozného

Narodil se v Lysé nad Labem jako syn evangelického faráře. Byl nejstarší z pěti dětí. Studoval na Akademickém gymnáziu v Praze, po smrti otce středoškolská studia dokončil na gymnáziu v Kolíně (1897), kde ho učil nadšený orientalista Justin Václav Prášek. Kromě tehdy povinné latiny a klasické řečtiny se naučil základům hebrejštiny a arabštiny. Ve svých studiích pokračoval na přání otce na bohoslovecké fakultě vídeňské univerzity. Zde vydržel pouhý jeden semestr a přestoupil na fakultu filosofickou, na níž se věnoval zejména orientálním jazykům, především akkadštině, aramejštině, etiopštině, sanskrtu a sumerštině.  Za dobu svého studia zvládl celkem deset orientálních jazyků.  Navštěvoval též přednášky o dějinách starého Orientu.  V roce 1901 získal doktorát a jednoroční stipendium na berlínské univerzitě. Ta spolu s Oxfordskou univerzitou tehdy představovala špičkové badatelské pracoviště orientalistiky. Těžištěm jeho vědecké práce byl klínopis, tedy studium sumerských a akkadských textů.  Výsledkem dvouměsíčního pobytu v Londýně byla práce nazvaná Sumerskobabylónské mýty o bohu Ninragovi (Ninibovi) (Sumerischbabylonische Mythen von dem Gott Ninrag (Ninib), v níž Hrozný shromáždil a vydal všechny tehdy známé fragmenty tohoto starověkého mýtu. 
V roce 1902 nastoupil jako praktikant do vídeňské univerzitní knihovny.  V roce 1904 odjel s prof. Ernstem Sellinem do  Orientu, kde se jako odborník na klínové písmo  podílel na archeologických výzkumech v lokalitě Tell Taanek, procestoval Sýrii, Palestinu a Egypt. Po návratu do Vídně se stal soukromým docentem pro řeči semitské, ale nadále pracoval v Univerzitní knihovně, kde roku 1909 získal definitivu. V tomto roce se i v Praze oženil s Vlastou Miladou Procházkovou. Spolu měli dvě děti, dcery Olgu (* 19. 10. 1914) a Helenu (* 7. 10. 1917).

### Rozluštění jazyka Chetitů
V roce 1906 při pobytu v Malé Asii (asi 150 km severovýchodně od Ankary) byl německou expedicí objeven velký archív chetitských králů, který obsahoval množství hliněných tabulek popsaných již známým klínovým písmem, ale neznámou řečí, která vzdorovala mnoha badatelům.  Hrozný vyjádřil před  shromážděním Německé orientální společnosti svůj zájem o tuto problematiku. V roce 1913 mu bylo umožněno podílet se na výzkumu chetitských textů a podepsal smlouvu, která mu na dva roky poskytovala publikační právo. V roce 1914 odjel do Istanbulu, kde měl přístup k nálezům a mohl pracovat s originály hliněných tabulek. Když před válkou odjížděl zpět do Vídně,  odvážel si s sebou kolem tří set opisů klínopisných tabulek. Mohl se věnovat analyzování dovezeného materiálu. Dne 24. listopadu 1915 přednesl na schůzi Předoasijské společnosti v Berlíně přednášku o rozluštění textu současně s prvním stručným nárysem mluvnice tohoto jazyka, jímž byl, jak se ukázalo, jazyk chetitský. Kromě toho také zjistil, že chetitština patří ke skupině tzv. indoevropských jazyků, a je tedy příbuzná s řečtinou, latinou, indickými jazyky apod.  Jeho přednáška vyšla ještě téhož roku tiskem pod názvem Rozřešení chetitské otázky, předběžná zpráva (Die Lösung des hethitischen Problems. Ein vorläufiger Bericht).
Během první světové války  byl sice odveden, ale sloužil jako písař štábu ve Vídni. Mohl pokračovat ve svém bádání, jehož výsledky publikoval roku 1917 ve své stěžejní práci Die Sprache der Hethiter, ihr Bau und Zugehörigkeit zum indogermanischen Sprachstamm. Ein Entzifferungsversuch (Řeč Chetitů, její stavba a příslušnost k indoevropskému jazykovému kmeni. Pokus o luštění). Definitivní potvrzení své teorie prokázal překladem náboženských a historických chetitských textů. Práce vyšla v Lipsku roku 1919 pod názvem Chetitské klínopisné texty z Boghazköi v přepisu s překladem a komentářem (Hethitische Keilschrifttexte aus Boghazköi. In Umschrift, mit Übersetzung und Kommentar). 

### Profesorem v Praze
Po vzniku Československa (1918) byl jmenován profesorem klínopisu a dějin starého Orientu na pražské univerzitě.  Roku 1924 získal peníze na první českou expedici do Šech Sadu, kde v dubnu téhož roku začaly výkopy. Později kopal na pahorku Tell Erfád (severní Sýrie), kde vykopal pozůstatky řeckých staveb, velké množství keramiky, terakotových sošek.

V roce 1925 se mu na další expedici (Kaisarií na kopci Kültepe) podařilo při vykopávkách v Malé Asii objevit přes 1000 hliněných tabulek, popsaných klínovým písmem a obsahujících smlouvy a dopisy asyrských kupců z druhého tisíciletí před naším letopočtem. Tento obchodní archiv marně hledaly desítky vědců. Potvrdilo se mj. i to, co Hrozný zjistil již při studiu klínových textů sumersko-babylonských: už staří Sumerové 3 tisíce let před naším letopočtem znali slad a uměli vařit pivo. A to podle celé řady receptů. Je zajímavé, že jelikož chtěl kopat i v okolí kopce Kültepe, musel odkoupit přilehlou louku, jako majitele této louky nechal zapsat československý stát. Při těchto vykopávkách bylo nalezeno chetitské město Kaneš. V listopadu 1925 se musel vrátit zpět do Československa, kde uspořádal přednášku o svých výzkumech a nálezech. Část nálezu se mu podařilo dovézt do Prahy a přes 400 tabulek je  zpřístupněno v mezinárodní databázi klínopisných textů. 

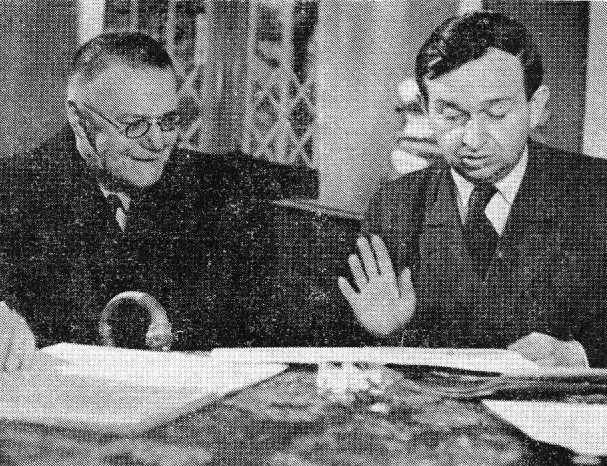
Bedřich Hrozný se svým žákem Josefem Klímou ve 30. letech 20. století

V roce 1926 byl zvolen děkanem filozofické fakulty. Byl aktivním organizátorem vědeckého života a popularizátorem vědy.  Patřil mezi první členy Orientálního ústavu v Praze a v roce 1929 založil mezinárodní vědecký časopis Archiv Orientální. Do roku 1952 byl hlavním redaktorem a pravidelně přispíval svými články. Přednášel na řadě univerzit a jeho přednášky byly velice úspěšné. Byl vysoce váženým vědcem i v zahraničí, dopisujícím členem vědeckých společností  v Paříži, Kodani, Amsterdamu. Stockholmu a Oslu. Univerzity v Paříži, v Oslo a v Sofii mu udělily čestné doktoráty. V roce 1936 absolvoval velké přednáškové turné po univerzitách v Sovětském svazu.
Dalším okruhem jeho zájmu se staly  dějiny Předního východu, které spojoval s kulturou starobylých  národů Indie a Kréty. Pokoušel se o rozluštění starého krétského a protoindického jazyka. Své bádání shrnul v rozsáhlé monografii, která postupně vyšla ve třech verzích Nejstarší dějiny Přední Asie a Indie (1940, 1943, 1947).   Během let 1933–1936 vydal třísvazkové dílo Les inscriptions hittites hiéroglyphiques (Chetitské hieroglyfické nápisy), v němž rekapituloval výsledky svého bádání a vědecký materiál získaný ze studijní cesty do Turecka a Sýrie v roce 1934.
Roku 1939 měl možnost emigrovat, ale to odmítl; v téže době byl zvolen rektorem Karlovy univerzity. Jako rektor se odvážně postavil německým vojákům zasahujícím proti českým studentům na půdě Právnické fakulty UK. Když vstoupili do atria právnické fakulty, postavou vysoký Bedřich Hrozný stál rozkročen na schodech a zařval: „Ven darebáci! Toto je akademická půda.“ Vojáci tehdy opravdu odešli. Roku 1940 mu bylo nabídnuto místo na ministerstvu školství, které také odmítl.
V roce 1944 byl stižen záchvatem mrtvice a poté opakovaně čerpal zdravotní dovolenou. K vědecké práci se už nevrátil ani po osvobození Československa. V roce 1947 obdržel Státní cenu a 12. listopadu 1952 byl jmenován členem nově založené Československé akademie věd.
Dne 22. dubna 1952 si zlomil nohu ve své pracovně. Byl převezen nejprve do Vojenské nemocnice v Praze a potom do státního sanatoria. Zde v listopadu 1952 byl jmenován prezidentem Klementem Gottwaldem akademikem a stal se jedním z prvních členů Československé akademie věd. Dne 12. prosince 1952 zemřel ve státním sanatoriu v Praze. Poslední velkou publikací, která vyšla ještě za jeho života, byl  první svazek Klínopisných nápisů z Kültepe (Inscriptions cunéiformes du Kultépé), v němž Bedřich Hrozný vydal kopie staroasyrských tabulek objevených během svého archeologického výzkumu starověké obchodní osady asyrských kupců v maloasijské Kaneši. 
Pochován byl v Lysé nad Labem na evangelickém hřbitově. Po jeho zrušení (1977) byly jeho ostatky přeneseny na obecní hřbitov. Jeho původní náhrobní obelisk nyní stojí v areálu místního evangelického sboru.

## Posmrtné připomínky
- V jeho rodišti Lysé nad Labem bylo roku 1951 zřízeno Muzeum Bedřicha Hrozného, v němž se nachází dnes stálá expozice Život a dílo Bedřicha Hrozného s mnoha vzácnými a zajímavými sbírkovými předměty.[12]
- Od roku 2013 uděluje rektor Univerzity Karlovy cenu Bedřicha Hrozného za tvůrčí počin (například za odbornou časopiseckou nebo knižní publikaci, umělecké dílo, pořádání výstavy, realizovaný patent). Cena je udělována pracovníkům univerzity – jednotlivcům nebo týmům.[13]

## K biografiím Bedřicha Hrozného
- Velhartická, Šárka (ed.): Bedřich Hrozný: Texty a přednášky. Archeologické expedice a lingvistické objevy předního českého orientalisty, Praha–Hradec Králové, Academia–Univerzita Hradec Králové, 2022.
- Velhartická, Šárka: Bedřich Hrozný a 100 let chetitologie / Bedřich Hrozný and 100 Years of Hittitology. Praha, Národní galerie, 2015.
- Velhartická, Šárka: Dopisy Bedřicha Hrozného literárním osobnostem, Praha: Památník národního písemnictví, 2015.
- Velhartická, Šárka: Justin Václav Prášek a Bedřich Hrozný. Počátky české staroorientalistiky a klínopisného bádání, Praha–Hradec Králové, Academia–Univerzita Hradec Králové, 2019.
- Vavroušek, Petr: Pán chetitských tabulek. Praha, Universita Karlova v Praze, 2009.
- Matouš, Lubor: Stopami zašlých kultur. Praha, Melantrich, 1949.
- Ranoszek, Rudolf: Akademik Bedřich Hrozný. Przegląd Orientalistyczny 3/7, 1953.
- Klíma, Josef: In memoriam Bedřich Hrozný. Journal of Juristic Papyrology VII/VIII, 1953–1954.
- David, Madeleine: La vie et l'oeuvre de Bedřich Hrozný. Revue d'Assyriologie 47, 1953.
- Zamarovský, Vojtěch: Za tajemstvím říše Chetitů. Praha, Mladá fronta, 1961.

## Dílo
Jeho vědecká činnost byla neobyčejně rozsáhlá a všestranná. Jeho první vědecká práce vyšla již v roce 1902 a celý seznam jeho vědeckých prací obsahuje přes 200 titulů. Ve svých pracích, které psal česky, německy, francouzsky a anglicky, se věnoval především Malé Asii a starověké Mezopotámii, zabýval se však i starověkým Egyptem, Krétou a Indií.
Zatímco jeho práce v oboru klínopis, tedy sumerská a akkadská filologie a později chetitologie, byla a je mezinárodně uznávaná a přijímaná, byly jeho pozdější pokusy o rozluštění celé řady jiných písem či jeho alternativní Dějiny Přední Asie odbornou veřejností odmítnuty. Dnes je známo, že správně určil jen malou část těchto hieroglifických znaků. 
Již před svou smrtí se Bedřich Hrozný stal v Československu předmětem značné glorifikace a mystifikace, počínaje Stopami zašlých kultur Lubora Matouše až po naprosto nekritické popularizační práce René Kopeckého.
Napsal také řadu populárně-vědeckých publikací a  článků, především ze svých cest a terénních archeologických výzkumů. Jako popularizátor vědy vystupoval i v rozhlasových pořadech.

### Nejvýznamnější práce
- Zum Geldwesen der Babylonier, Beiträge zur Assyriologie IV, 1902.
- Sumerisch-babylonische Mythen von dem Gotte Ninrag (Ninib), Wien 1903.
- Das Getreide im alten Babylonien, Wien 1914.
- Die Sprache der Hethiter, ihr Bau und ihre Zugehörigkeit zum indogermanischen Sprachstamm, Leipzig 1916.
- Code hittite provenant de l'Asie Mineure (vers 1350 av. J.-C.), Paris 1922.
- Les inscriptions hittites hiéroglyphiques, essai de déchiffrement, Praha 1933.
- Nejstarší dějiny Přední Asie, Indie a Kréty, 4. vyd., Praha, Melantrich 1949.

### Z Hrozného autobiografií
- V říši půlměsíce. Cesty a výkopy v Turecku. (S 29 původními snímky, 1 plánem a 1 mapou.) Praha, J. R. Vilímek 1927.
- Rapport préliminaire sur les fouilles tschécoslovaques du Kultépé. Syria VIII, 1927.
- Vlastní životopis v kostce. Venkov, 1. 1. 1931.
- V pěti sovětských republikách. Praha – Moskva II, 1937–1938.
- Jak profesor Hrozný luští staroorientální texty. Nový Orient I, 1948.
- Stručný přehled mých vědeckých objevů. Praha, Melantrich, 1948.

## Fotografie

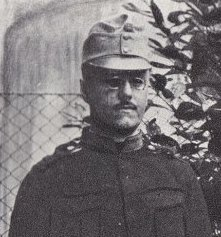
Bedřich Hrozný (1915)
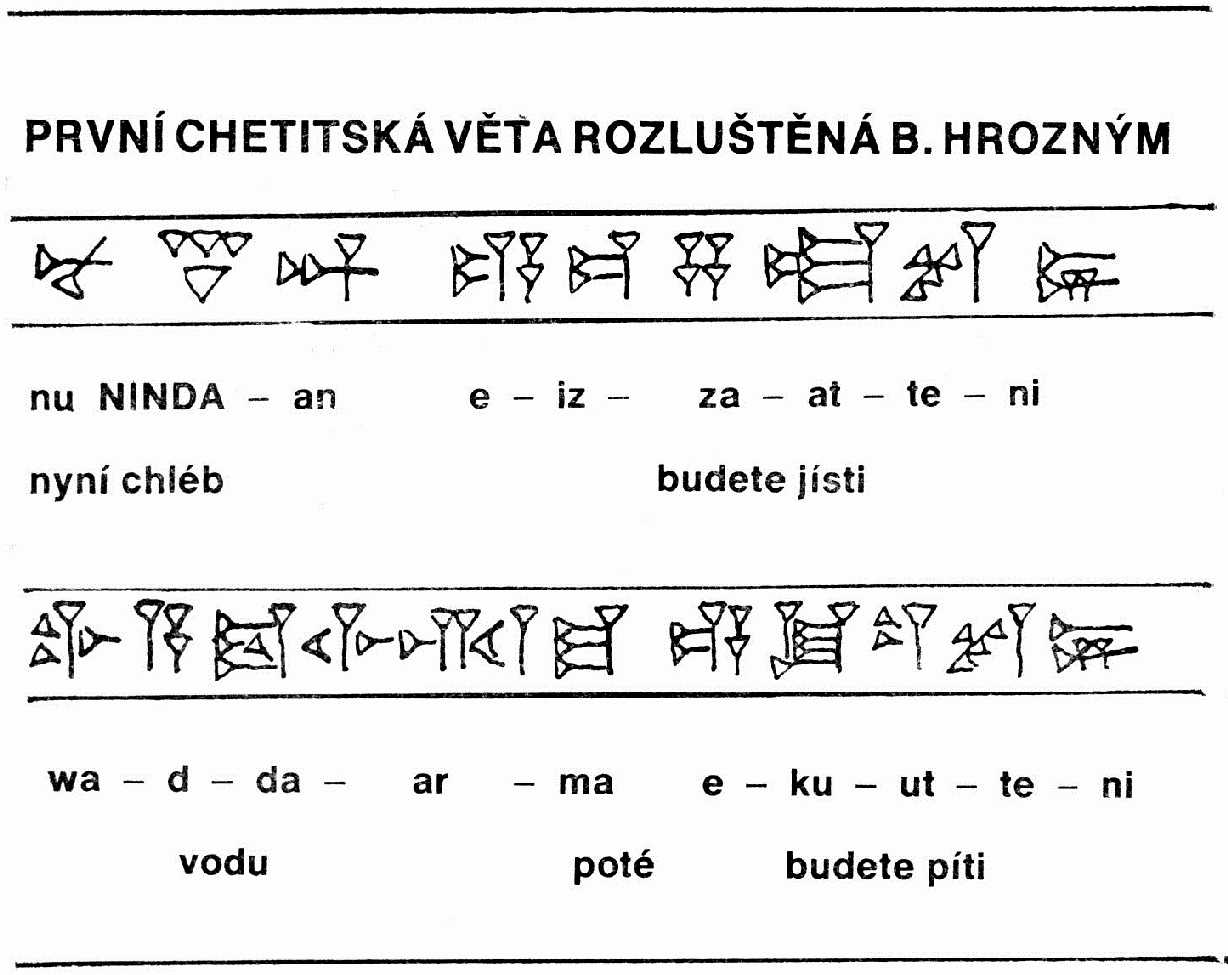
nu NINDA-an ēzzateni, wādar-ma ekuteni ("chléb budete jísti, vodu budete píti") – první chetitská věta rozluštěná B. Hrozným (1915)
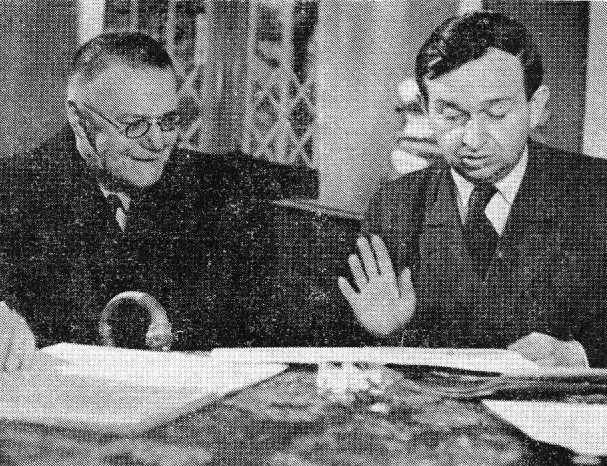
Bedřich Hrozný a jeho žák Josef Klíma – 30. léta
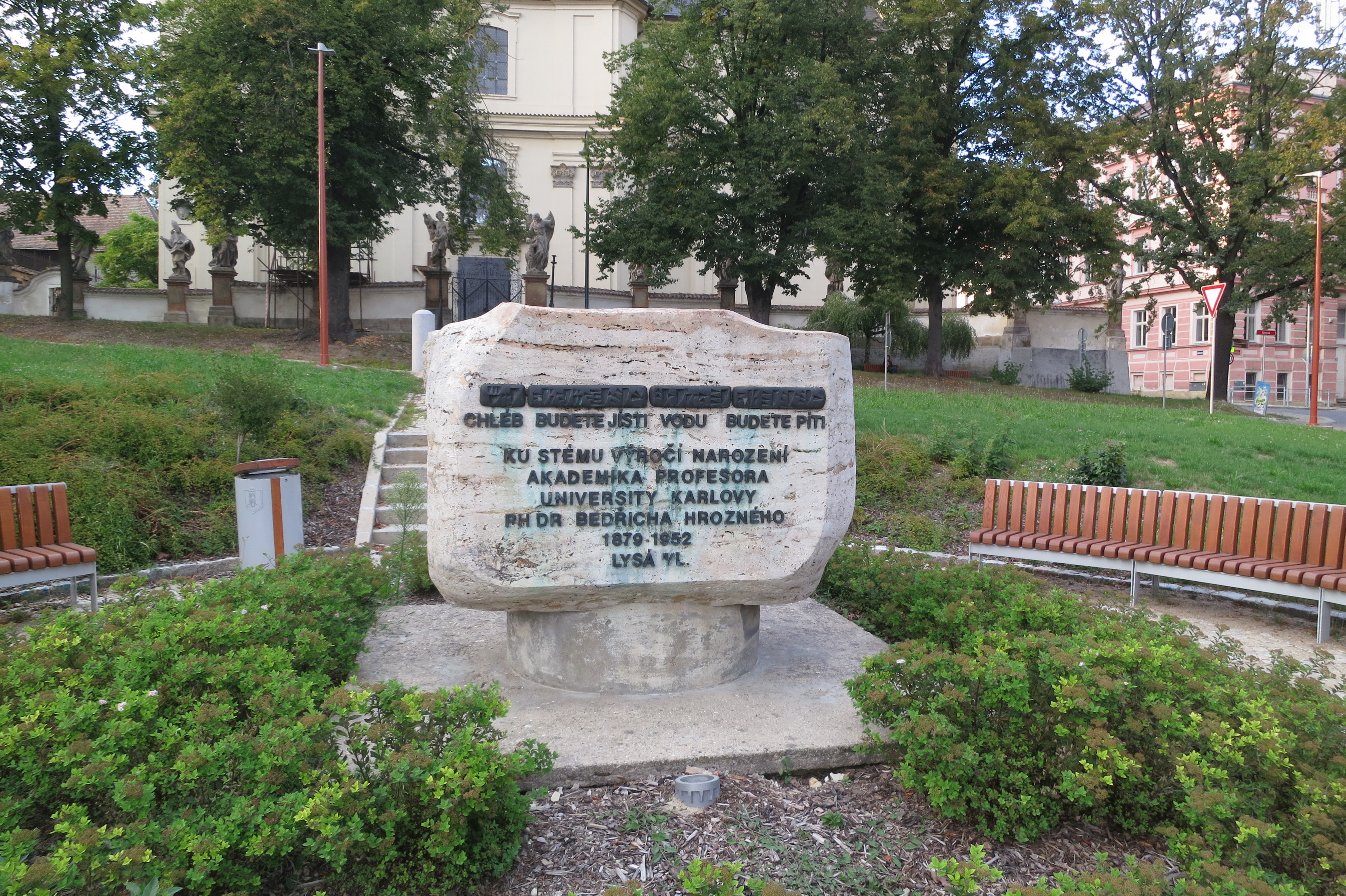
Památník Bedřicha Hrozného v Lysé nad Labem
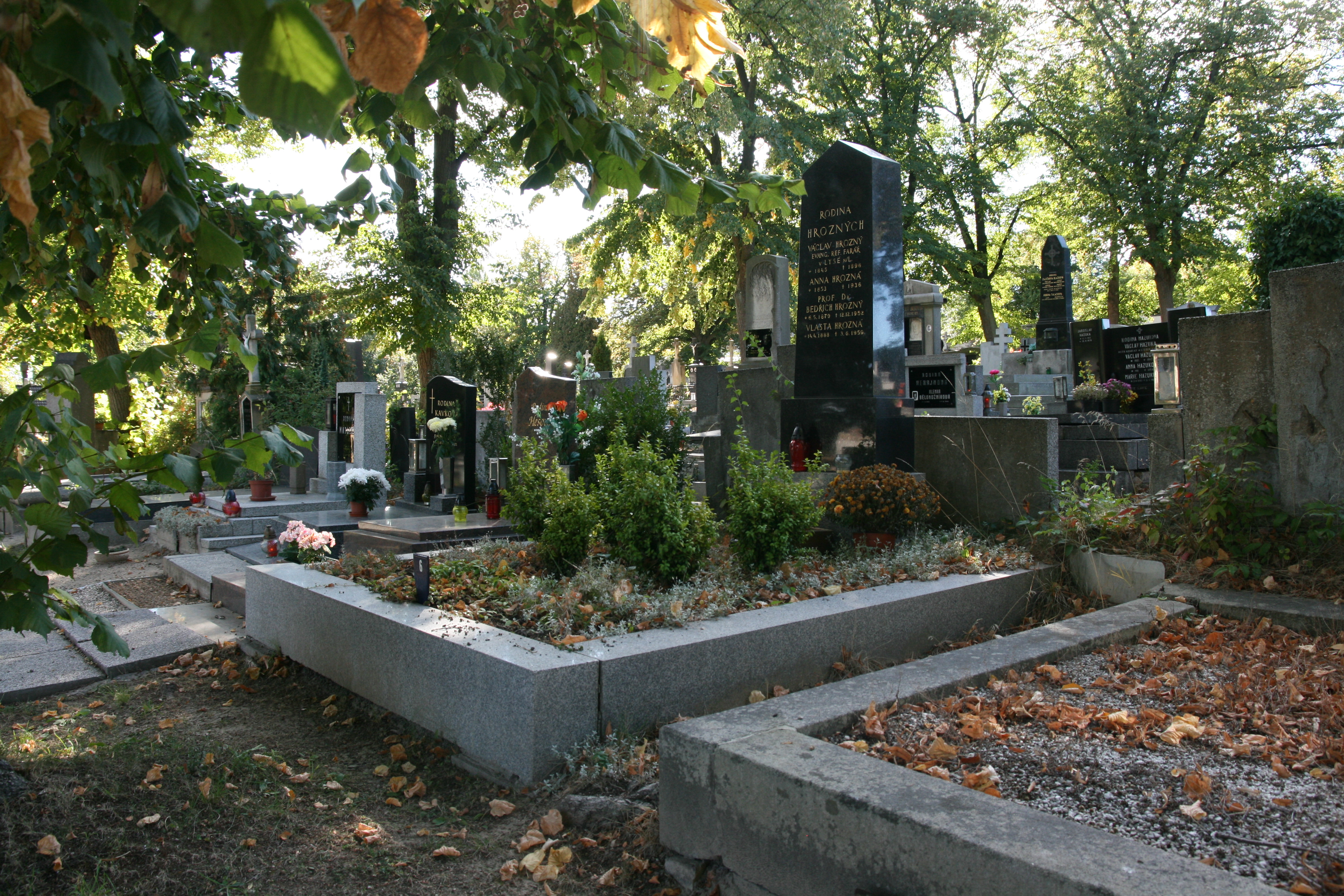
Hrob Bedřicha Hrozného v Lysé nad Labem
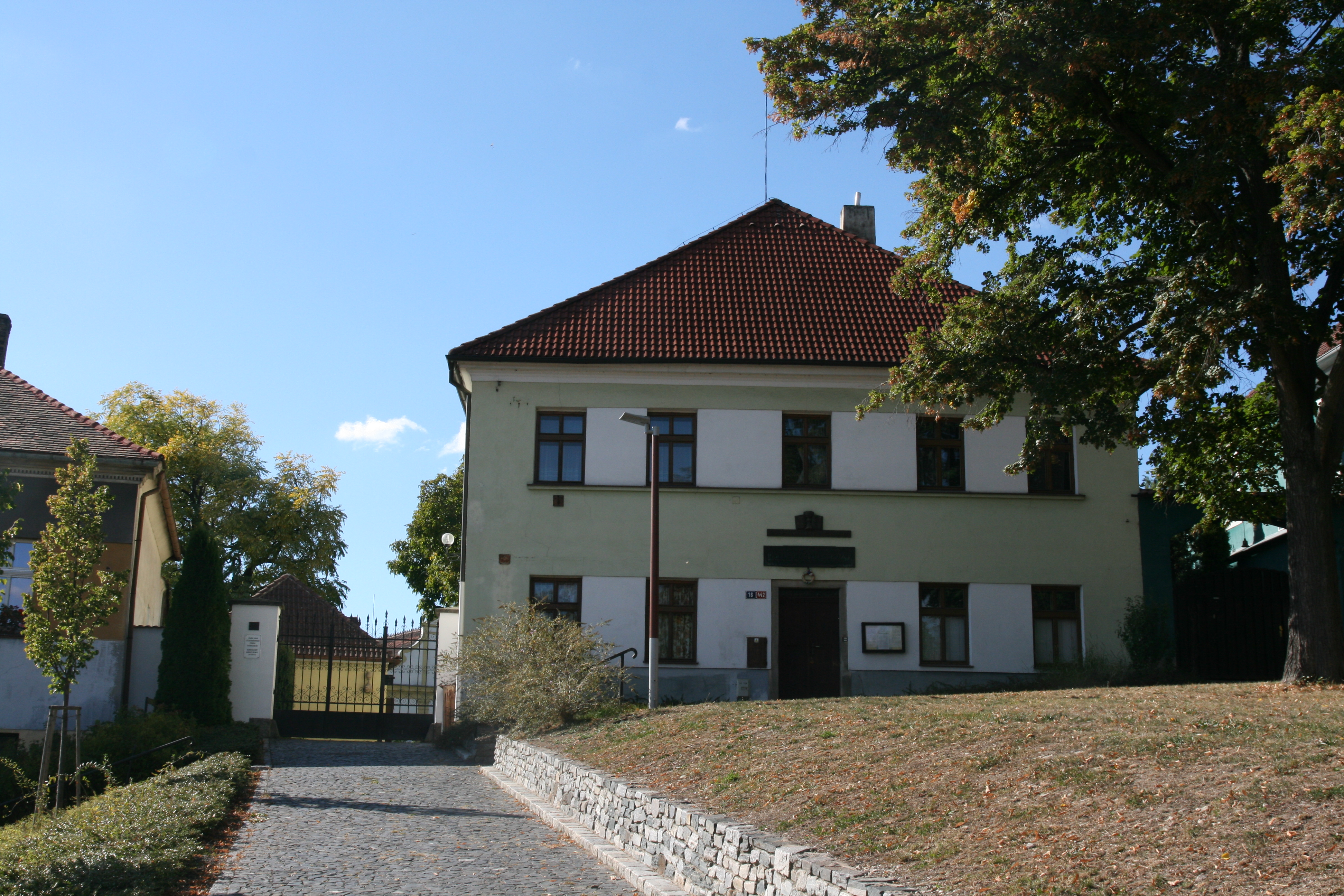
Rodný dům Bedřicha Hrozného v Lysé nad Labem
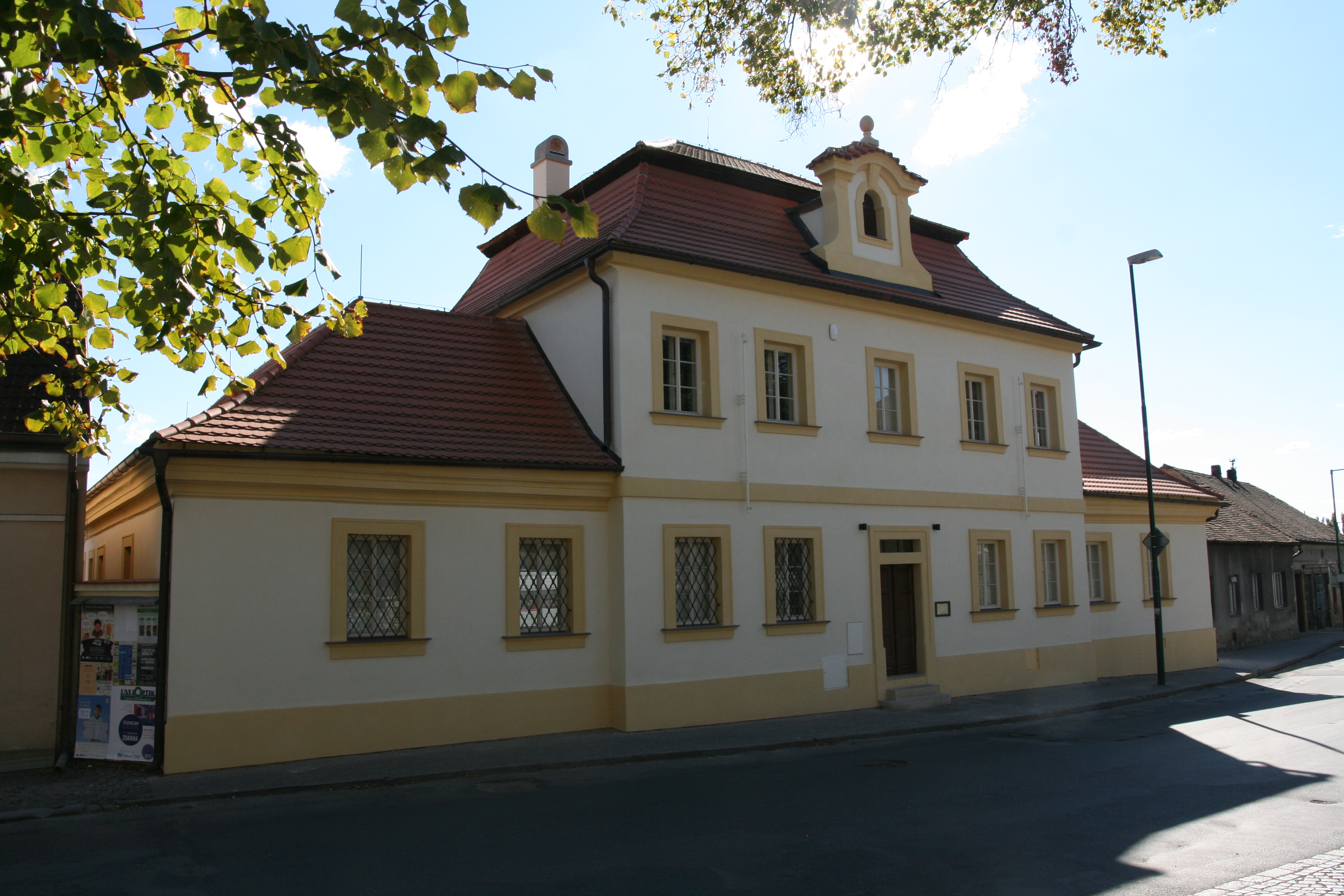
Muzeum Bedřicha Hrozného po rekonstrukci v roce 2015